# Dan H. Yaalon
Dan Hardy Yaalon (hebräisch דן הארדי יעלון; * 11. Mai 1924 in Uherské Hradiště; † 29. Januar 2014 in Mewasseret Zion) war ein israelischer Bodenkundler.  Seine Forschungsgebiete waren unter anderem aride und mediterrane Böden, Paläopedologie und Tonminerale. Außerdem leistete er Beiträge zur Geschichte der Bodenkunde.

## Lebensweg
Dan Hardy Yaalon wurde als Dan Hardy Berger im tschechoslowakischen Uherské Hradiště (heute: Tschechische Republik) geboren. Er stammte aus einer jüdischen Familie.  Sein Vater, Hugo J. Berger, starb als Dan Yaalon 10 Jahre alt war. 1939 floh er vor der Besetzung der Tschechoslowakei durch Nazi-Deutschland nach Dänemark, wo er nach körperlicher landwirtschaftlicher Arbeit begann, an der Königlichen Veterinär- und Landwirtschaftsuniversität Kopenhagen zu studieren. Im Oktober 1943, als die Nazis auch Dänemark besetzten, gelangte er mit Hilfe des dänischen Untergrundnetzwerks nach Schweden, wo er an der Schwedischen Universität für Agrarwissenschaften in Uppsala seine Studien fortsetzte. Dort bekam er eine Anstellung als Assistent des Bodenchemikers Sante Emil Mattson. Nach Kriegsende erfuhr er, dass seine geliebte Mutter Elsa Jelinek im Vernichtungslager Auschwitz ermordet wurde.
Trotz seiner traumatischen Erfahrungen reiste er nach Dänemark zurück, wo er 1947 seine Bachelorstudien in Agrarwissenschaften mit Schwerpunkt Bodenchemie abschloss. Im Juli 1948 zog in das erst drei Monate zuvor gegründete Israel. Während seines einjährigen Militärdienstes nahm er an geologischen Expeditionen in die Wüste Negev teil und wurde danach für ein Doktorat an der Hebräischen Universität Jerusalem unter Betreuung des Bodenchemikers Avraham Adolf Reifenberg zugelassen. Zu dieser Zeit nahm er den Namen Yaalon an und heiratete Rita Singer, mit der er in fast 60 Jahren Ehe vier Kinder und sieben Enkelkinder aufwachsen sah.
Auf die Promotion folgte ein Forschungsaufenthalt an der englischen Rothamsted Experimental Station. Nach seiner Rückkehr nach Israel legte er 1955 die erste Abhandlung über die Tonminerale der Böden Israels vor. Zwei Jahre später wurde er lecturer and der Hebräischen Universität Jerusalem, an der er bis zum Ende seiner akademischen Laufbahn lehrte und forschte. Auf Yaalons Initiative wurden die Kommissionen für Paläopedologie der International Union for Quaternary Research (INQUA) und der International Society of Soil Sciences (ISSS, heute IUSS) gegründet. Außerdem war er an der Gründung der ISSS Arbeitsgruppe zur Geschichte der Bodenkunde (heute: IUSS Commission 4.5 History of Soil Science) beteiligt. Nach seiner Emeritierung 1994 blieb er weiterhin wissenschaftlich aktiv, beispielsweise als Reviewer und Herausgeber von Fachbüchern und -artikeln sowie als Autor bodenkundlicher Texte.
2012 wurde der letzte wissenschaftliche Beitrag an dem Yaalon mitgewirkt hat veröffentlicht; eine Studie über calcrete (Kalkbänke in Calcisols, also kalkanreichernden ariden Böden) in der Levante. Im selben Jahr veröffentlichte er eine Autobiographie. Dan Yaalon starb am 29. Januar 2014 im Alter von 89 in seiner Wohnung im israelischen Mewasseret Zion.

## Wissenschaftliche Leistungen
Durch Untersuchungen der Bodenchemie, Geomorphologie und Umweltbedingungen mediterraner Böden konnte Yaalon zeigen, dass Ablagerung äolischer Sedimente eine wesentliche Rolle in der Entstehung der Böden des östlichen Mittelmeerraums gespielt hat. Er präsentierte starke Evidenz, dass die rote Färbung Terra Rossa des Mittelmeerraums entgegen einer damals verbreiteten Hypothese nicht durch Kohlenstoffoxide im anstehenden Ausgangsgestein, sondern durch Eisenoxide in äolischen Sedimenten, namentlich Saharastaub, verursacht wird.
Dan Yaalon leistete wichtige Beiträge zur Etablierung der Paläopedologie als bodenkundliche Disziplin. In mehreren Werken konzeptualisierte er, wie Böden Rückschlüsse auf Klima, Organismen und Geomorphologie zu prähistorischen Zeiten erlauben. Er initiierte die Gründung von paläopedologischen Arbeitsgruppen und Kommissionen in Fachgesellschaften und gab anlässlich des ersten internationalen paläopedologischen Symposiums 1971 ein vielbeachtetes Buch heraus.
In den 1960er und 1970er Jahren war Yaalon an der Kartierung der isralischen Böden und Bodengesellschaften beteiligt. Zu seinen weiteren Forschungsschwerpunkten gehörten Tonminerale, Salinität von Böden und Bodenerosion. Neben pedologischen Fragen beschäftigte er sich zudem intensiv mit der Geschichte der Bodenkunde zu deren Entwicklung er wesentlich beitrug. In den letzten Jahren seiner wissenschaftlichen Tätigkeit untersuchte Dan Yaalon vor allem den Einfluss menschlicher Tätigkeit auf Böden und mahnte die Bedeutung von Böden sowie ihrer Erforschung für die Menschheit an.

## Auszeichnungen
Für seine wissenschaftlichen Beiträge wurde Dan Yaalon mehrfach ausgezeichnet.
- 1998: Ehrenmitglied der International Union of Soil Sciences (IUSS)[15]
- 2000: Sarton Medal der Universität Ghent[16]
- 2010: Dokuchaev Award der IUSS[17]

2016 erschien eine Yaalon gewidmete Sonderausgabe der bodenkundlichen Fachzeitschrift Catena (Catena 146 (2016) 1–9). Seit 2018 verleiht die IUSS die Dan Yaalon Young Scientists Medal für herausragende bodenkundliche Leistungen bis maximal 5 Jahre nach der Promotion.

## Schriften (Auswahl)
- Dan, J., Yaalon, D.H., Koyumdjisky, H., Raz, Z., 1962. The Soils and Soil Associations Map of Israel. Minestry of Agriculture, Soil Conservation Department and Agricultural Research Station. The Hebrew University of Jerusalem, Department of Geology, Jerusalem.
- Yaalon, D.H., 1983. Climate, time and soil development, in: Wilding, L.P., Smeck, N.E., Hall, G.F. (Eds.), Developments in Soil Science 11A, Pedogenesis and Soil Taxonomy, 1. Concepts and Interactions. Elsevier Science Publishers B.V., Amsterdam, pp. 233–251.
- Yaalon, D.H., 1975. Conceptual models in pedogenesis: Can soil-forming functions be solved? Geoderma. 14, 189–205.
- Yaalon, D.H., Berkowicz, S., (Eds.) 1997. History of Soil Science: International Perspectives, Advances in GeoEcology 29. Catena Verlag GMBH, Reiskirchen.
- Yaalon, D.H., 1955. Notes on the clay mineralogy of the major soil types of Israel. Bulletin of the Research Council of Israel. 5B, 168–173.
- Yaalon, D.H., Ganor, E., 1973. The influence of dust on soils during the Quaternary. Soil Science. 116, 146–155.
- Yaalon, D.H., 1997. Soils in the Mediterranean region: what makes them different? in: Mermut, A.R., Yaalon, D.H., Kapur, S. (Eds.), Red Mediterranean Soils. Catena (Special Issue). 28, 157–169.
- Yaalon, D.H., (Ed.) 1971. Paleopedology: Origin, Nature and Dating of Paleosols. International Society of Soil Science and Israel Universities Press, Jerusalem.
- Yaalon, D.H., 2012. A Passion for Science and Zion: The Yaalon Story. Dan H. Yaalon, Maor Wallach Press, Jerusalem.